# 纸人
《紙上談情》（英語：Paperman）是一部於2012年上映的美國動畫短片，由約翰·卡爾斯執導，華特迪士尼動畫工作室與華特迪士尼影業出品。該片講述美國一名會計師喬治（George，卡爾斯配音）邂逅一名女子梅格（Meg，凱莉·華格倫配音）的故事。《紙上談情》的靈感源於卡爾斯在美國大中央總站通勤時，與人們在短途上下班往返中「短暫邂逅」的經歷。該片結合2D動畫和3D電腦動畫，此設計靈感來自迪士尼動畫長片《魔髮奇緣》（2010年）。
該片於2012年6月在安錫國際動畫影展上首映，並於同年11月2日與迪士尼的動畫長片《無敵破壞王》一起在美國上映，作為後者的加映短片。《紙上談情》所獲評價多為正面，並榮獲第40屆安妮獎和第85屆奧斯卡金像獎的最佳動畫短片獎。有人批評該片與派屈克·休斯的2008年短片《信號》在劇情和概念方面很像，有抄襲嫌疑，不過休斯本人反駁了這項指控。

## 劇情
該片的背景設定在1940年代美國的紐約市，一名年輕的會計師喬治（George）抱著一份資料夾在火車站等車。這時一張紙因火車行經的風而飛到他身上，一名女子梅格（Meg）跑來取回。下一班火車經過時，喬治的資料夾飛出一張公文，拍在梅格臉上。那張公文上留下了梅格的口紅唇印，讓她笑了出來。喬治陶醉在唇印和梅格的美貌，因而沒發現梅格已上了火車離去。
到了辦公室，喬治沮喪地看著桌上一大疊的公文，心思離不開那張印有唇印的公文。他向窗外望去，意外發現梅格在對面写字楼的一间辦公室面试工作。喬治試著揮舞雙臂引起她的注意，但徒勞無功。接著他將公文一一摺成紙飛機，射往梅格的辦公室，也都失敗了，還因此被老闆盯上。最後所有公文的用完了，他決定將有唇印的公文也摺成紙飛機，但正要射出時，一陣風卻將其刮走了。這時對面梅格離開了辦公室，喬治無視老闆衝出辦公室跑到樓下，卻找不著梅格，只看到用有唇印的公文折成的紙飛機，憤怒之下將纸飞机抛了出去。
喬治抛出去的紙飛機最後大多都落到了一個巷子裡，有唇印的紙飛機也不例外。這時，巷子裡所有的紙飛機在有唇印的紙飛機的影響下騰空飛起，飛去找喬治，將他半拖半拉到一班火車上，令他相當不解。與此同時，有唇印的紙飛機飛去找梅格，梅格認出了那個唇印，這時有唇印的紙飛機開始飛，她快步跟上，最後上了另一班火車。兩班火車交會在同一座車站，兩人終於再度相遇。片尾，喬治與梅格在餐館愉快地聊天，有唇印的紙飛機就放在兩人之間。

## 角色

喬治（左）與梅格（右）

- 約翰·卡爾斯（英语：John Kahrs）聲演喬治。該角色取自電影《風雲人物》（1946年）的角色喬治·貝禮（英语：George Bailey (It's a Wonderful Life)）。卡爾斯認為，貝禮和喬治一樣，「經歷著全方位的人生，從人生高峰到人生谷底都體驗過，是個真正的人。他情感受挫，但仍抱持著希望」[4]。喬治與迪士尼動畫長片《101忠狗》（1961年）的角色羅傑（Roger）長相相似。喬治的外表經過數次修改，不過卡爾斯始終希望該角能有個大鼻子[4]。
- 凱莉·華格倫（英语：Kari Wahlgren）聲演梅格。華格倫因曾擔任迪士尼動畫長片《雷霆戰狗》（2008年）及《魔髮奇緣》（2010年）的配音員而獲邀為梅格配音[5]。她大約花了30分鐘配音[5]，並在受訪時表示「由於片中大多數時間都安靜無聲，（......）所以我配了喘氣、噴氣和呼吸的聲音。（......）我真的很高興這部片少有聲音出現，這讓它更為有力」[5]。梅格這個角色的外表由迪士尼資深動畫師葛連·基恩設計[4]。卡爾斯也表示，他們刻意將喬治和梅格的外表設計成「相配的一對」[4]。

## 製作

### 概念與編劇
1990年代，約翰·卡爾斯在於藍天工作室擔任動畫師時首次實際製作出《紙上談情》，其受到卡爾斯日復一日在美國紐約市曼哈頓中城的大中央總站通勤時，和人們在短途上下班往返中「短暫邂逅」的經歷啟發。最後他創作了一個故事，講述「一名在長途上下班往返中與一名女子建立起關係的男子」。卡爾斯解釋道「這個故事實際上是在講男子試圖找回女子並再建關係時發生的事」，並稱該故事是一則「都市童話」。他數次將該故事以動畫短片的形式呈給迪士尼的首席創意官約翰·拉薩特和華特迪士尼動畫工作室，但都遭拒絕，因為迪士尼已全力投入《魔髮奇緣》（2010年）的製作。《魔髮奇緣》完成後，迪士尼需要找部電影來填補「《魔髮奇緣》和《無敵破壞王》（2012年）間的空缺」，《紙上談情》終於獲准製作。卡爾斯創作了該片的分鏡圖，並撰寫了劇本初稿。他承認編劇是件眾人合力的事情，因為自己在編劇過程中不斷受到同行們的執導。拉薩特也貢獻了一些。

### 動畫與音樂
《紙上談情》結合了2D手繪動畫和3D電腦動畫。卡爾斯在尋找結合2D動畫和3D動畫的方法時發現了一款繪圖及動畫軟體「曲流」（Meander）。他說「我們試圖將感情傳達能力強大的2D動畫和紮實且立體的3D電腦動畫結合在一起」，並表示「這一切可以追溯到我看見動畫師葛連·基恩製作的《魔髮奇緣》」。該片的配樂由克里斯托弗·贝克譜寫。2012年12月18日，華特迪士尼唱片發行了配樂的數位版。

## 上映與家庭媒體
該片於2012年6月在安錫國際動畫影展上首映，並於2012年11月2日與《無敵破壞王》一起在美國上映，作為後者的加映短片。家庭媒體方面，《紙上談情》收錄在於2013年3月5日推出的《無敵破壞王》DVD和藍光光碟，以及2015年8月18日發行的DVD《迪士尼動畫片廠 短片精選》（Walt Disney Animation Studios Short Films Collection）中。

## 評價
RogerEbert.com的傑夫·香農（Jeff Shannon）稱讚該片「從頭到尾都很精彩」，並認為「這部片再次證明傳統2D動畫與3D電腦動畫同樣有表現力」。影評人李奧納多·馬汀形容《紙上談情》是一部「扣人心弦且巧妙的愛情片」。《時代花絮報》的麥克·史考特（Mike Scott）稱該片「相當迷人」，並表示《紙上談情》是「近期最美的迪士尼短片」。《The Verge》的安德魯·韋伯斯特（Andrew Webster）評論該片「結合了手繪動畫和電腦動畫，獨樹一格且迷人」，認為其「只花了短短幾分鐘就令人感動」。
有部分的人認為該片與派屈克·休斯的2008年短片《信號》在劇情和概念方面很像，有抄襲嫌疑。不過休斯反駁了此指控，並表示「《紙上談情》與《信號》是有很多相似之處沒錯，不過我是真心欣賞《紙上談情》，實在是美極了。我之前的每一部作品也都有人說我搞抄襲」。

## 榮譽
該片榮獲第40屆安妮獎最佳動畫短片獎，後來也在第85屆奧斯卡金像獎頒獎典禮上拿下最佳動畫短片獎。《紙上談情》是繼《做一隻鳥真不容易》（1969年）以來首部榮獲奧斯卡金像獎的迪士尼短片。
| 類別         | 頒獎日期      | 獎項         | 獲獎或入圍者              | 結果 | 來源   |
| ------------ | ------------- | ------------ | ------------------------- | ---- | ------ |
| 安妮獎       | 2013年2月2日  | 最佳動畫短片 | 《紙上談情》，約翰·卡爾斯 | 獲獎 | [ 28 ] |
| 奧斯卡金像獎 | 2013年2月24日 | 最佳動畫短片 | 《紙上談情》，約翰·卡爾斯 | 獲獎 | [ 29 ] |

## 外部連結
- 互联网电影数据库（IMDb）上《纸人》的资料（英文）
- 大卡通資料庫上《纸人》的資料（英文）

- 爛番茄上《纸人》的資料（英文）